# Typhlops decorsei
Typhlops decorsei là một loài rắn trong họ Typhlopidae. Loài này được Mocquard mô tả khoa học đầu tiên năm 1901.